# Liste von Persönlichkeiten aus Astano
Diese Liste enthält in Astano geborene Persönlichkeiten und solche, die in Astano ihren Wirkungskreis hatten, ohne dort geboren zu sein. Die Liste erhebt keinen Anspruch auf Vollständigkeit.

## Persönlichkeiten
(Sortierung nach Geburtsjahr)

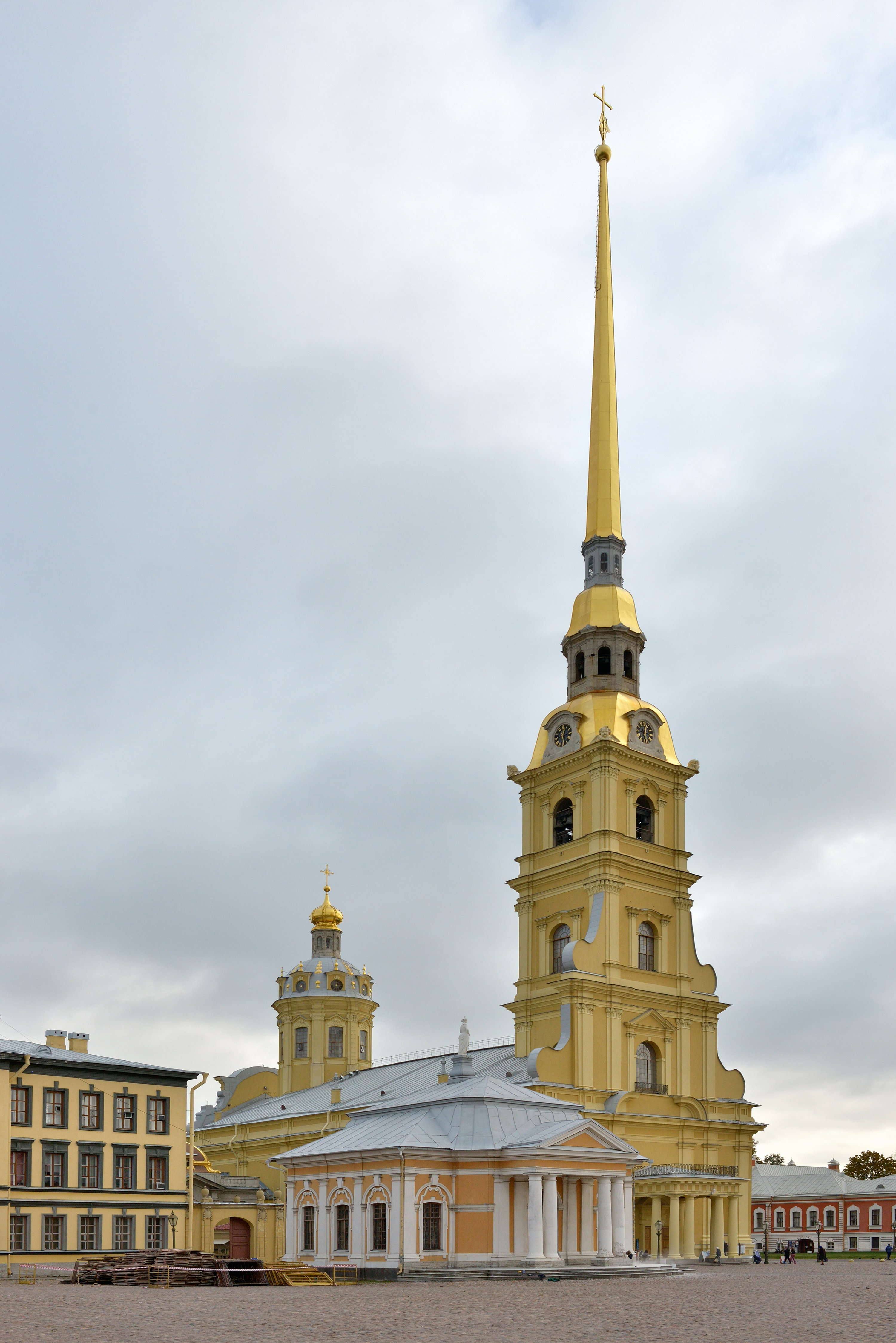
Domenico Trezzini: Die Peter-und-Paul-Kathedrale St. Petersburg, 1712–1733.

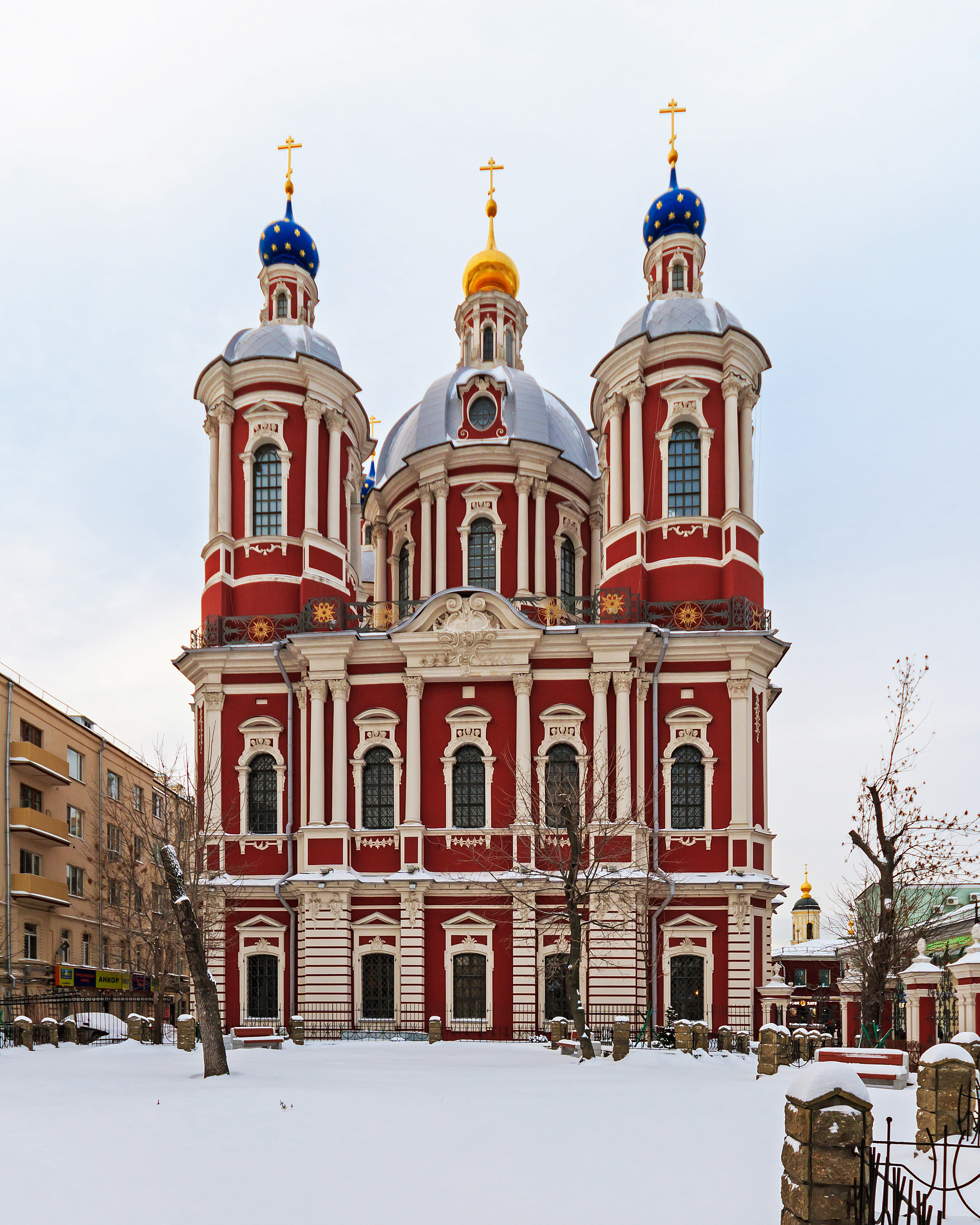
Pietro Antonio Trezzini: Kirche St. Clemens von Rom, Moskau, vor 1760.

- Andrea Manni (* um 1680 in Rovio; † nach 1717 ebenda ?), Bildhauer, restaurierte 1676 das Bartolomeo Colleoni-Denkmal in der Cappella Colleoni in Bergamo, schuf und stiftete 1707 den Altar der Kapelle der heiligen Jungfrau von Rovio und den Hauptaltar der Kirche Santi Pietro e Paolo von Astano[1][2]

- Familie Trezzini. [3][4]
  - Cristoforo de Trecino (* Ende des 15. Jahrhunderts in Trezzino (Fraktion der Gemeinde Dumenza); † 1. Hälfte des 16. Jahrhunderts in Astano), Aus Lozzo, Baumeister[3]
  - Domenico Trezzini (* um 1675–1734), Architekt im Dienst des Zaren Peter der Grosse, Gründer von St. Petersburg
  - Giuseppe Trezzini (* um 1680 in Astano; † 1753 in Sankt Petersburg), Baumeister, Architekt in Montecelio[5]
  - Francesco Trezzini (* um 1685 in Astano;  † nach 1733 in Mosogno), Priester, Pfarrer von Mosogno von 1716 bis 1733[6]
  - Pietro Antonio Trezzini (1692–vor 1770), Architekt in Sankt Petersburg
  - Matteo Trezzini (* um 1695 in Astano ?; † um 1745 in Sankt Petersburg), Architekt in Kronstadt (Russland)[7]
  - Carlo Giuseppe Trezzini (* 17. Oktober 1697 in Astano; † 20. Mai 1768 in Sankt Petersburg), Architekt, Major in der Kaiserlich Russischen Armee[3][8] schuf in Peterhof mit Domenico Boffa aus Agno[9]
  - Giovanni Battista Trezzini (* um 1750 in Astano; † nach 9. Mai 1785 ebenda), er wollte die GoldBergwerk in Costa, Ortschaft der Gemeinde Sessa TI ausgraben aber Landvogt Wild hatte ihm die Bewilligung nicht gegeben[3]
  - Angelo Donato Trezzini (* 1789 in Astano; † 22. Agosto 1868 ebenda), Priester, 11. November 1835–16. 1835 und November 1838 Lehrer in der Primarschule von Astano, Propst in der Pfarrei Sessa, Lokalhistoriker[10][11]
  - Celestino Trezzini (* um 1820 in Astano; † um 1875 ebenda), Autor: Doveri generali del soldato, Tipografia del Verbano, Lugano 1849[12]
  - (Iginio) Angelo Trezzini (* 28. April 1827 in Astano; † 27. März 1889 in Mailand), Maler[3]
  - Costantino Trezzini (* 1827 in Astano; † 25. November 1871 in Lugano), Politiker, Tessiner Grossrat, Oberst der Schweizer Armee[3]
  - Giovanni Trezzini (* 1835 in Astano; † 22. März 1883 ebenda), Sohn des Gervaso, 11. Oktober 1857 Lehrer in der Primarschule von Astano[13]
  - Giacomo Trezzini (* 1838 in Astano; † 8. März 1900 in Buenos Aires), Maler, Architekt[3]
  - Corinto Trezzini (* 10. November 1876 in Astano; † nach 1928 in Buenos Aires), Kunstmaler und Dozent an der Akademie der bildenden Künste von Buenos Aires[3]
  - Santo Antonio Ergildo Trezzini genannt Santino (* 31. Oktober 1878 in Astano; † 24. Dezember 1967 ebenda), Sohn des Giuseppe und seine Frau Battistina geborene Trezzini, er heiratete 1910 Dolina Verginia de Marchi (Dorilla), Lehrer in Astano, Gemeindesekretär, Standesbeamter und Jäger, Lokalhistoriker, Autor: La cronistoria di Astano. Tipografia Istampa Print SA, Agno 2010; Ricordi di Caccia. Astano 1962[14]
  - Ercole Trezzini (* 1885 in Astano; † um 1950 in Buenos Aires), Architekt[15]
  - Italo Trezzini (* um 1892 in Astano; † nach 1955 in Bellinzona), Oberbefehlshaber der Tessiner Kantonspolizei in Bellinzona[16]

- Familie de Marchi. [17]
  - Francesco de Marchi (* XVI. Jahrhundert in Astano; † nach 1556 in Parma), Festungsingenieur in Bologna, Autor[18]
  - Pietro Demarchi (* um 1640 in Costa di Sessa; † 15. Juni 1705 ebenda), Militär, Hauptmann im Dienste des Königs von Polen Johann III. Sobieski[19]
  - Giovan Antonio Demarchi (* um 1670 in Costa di Sessa; † um 1720 ebenda), Militär, Hauptmann der Päpstlichen Schweizergarde in Rom[20]
  - Marcantonio Demarchi (* 18. Juni 1690 (Taufe) in Costa di Sessa; † nach 1745 in Sankt Petersburg), Sohn des Carlo, Polier[21]
  - Carlo Antonio Maria Demarchi (* 1763 in Astano; † 1847 ebenda), Architekt in Rom[22]
  - Giovanni Antonio Demarchi (* 18. Juni 1764/1769 ? in Astano; † 4. Mai 1850 ebenda), Architekt, er heiratete Susanna Beatrice Guinchard aus Santo Domingo. Im Jahr 1788 ging er nach New Orleans, wo er mehrere architektonische und ingenieurtechnische Projekte durchführte. 1816 kehrte er nach Astano zurück und baute mit Hilfe von einheimischen Arbeitern, die von einer Hungersnot betroffen waren, ein bemerkenswertes Herrenhaus am östlichen Eingang des Dorfes.[23][24][25][21]
  - (Francesco) Silvestro Antonio de Marchi (* 3. Oktober 1792 in Astano; † 8/9. Juli 1851 in Neggio), Sohn des Antonio und seiner Frau Caterina Zanetti. Er war Rechtsanwalt und leitete eine Papierfabrik in Cannobio, im Jahr 1833 wanderte er mit seiner Familie nach Buenos Aires aus, hier eröffnete er ein Handelshaus und war von 1848 bis 1849 Honorarkonsul des Königs von Sardinien Karl Albert in der Republik Argentinien. Er kehrte nach Neggio zurück und hier starb im Haus seiner Schwägerin Teresa Soldati.[26][27][28]
  - Giuseppe Antonio de Marchi (* 1794 in Astano; † nach 1820 in Triest), Baumeister[29][30]
  - Leonardo de Marchi (* 1811 in Astano; † 1874 ebenda), Sohn des Giovanni Antonio, Arzt, Militär nahm im Sonderbundskrieg teil, Tessiner Grossrat[17][31]
  - Agostino Demarchi (1813–1890), Arzt und Politiker, Tessiner Staatsrat, Nationalrat und Ständerat
  - Eugenio de Marchi (* 1818 in Astano; † 22. März 1890 ebenda), Bruder von Agostino, Rechtsanwalt, Tessiner Grossrat, Militär nahm im Sonderbundskrieg teil, er war Kommandant der Carabinieri und hat persönlich Giuseppe Garibaldi in Agno kennengelernt; am 10. und 13. September 1848 im Rang eines Hauptmanns in der Vicari-Simonetta-Kolonne nahm er an zwei Angriffen auf die von den Österreichern gehaltene Festung Peschiera teil zusammen mit Enrico und Antonio Zanetti[32][33]
  - Rosa De Marchi geborene Avanzini (* 1822; † 31. März 1889 in Astano), Ehefrau von Agostino De Marchi, Schriftstellerin[34]
  - Antonio, Marco und Demetrio De Marchi (* 1825, 1830, 1835 ?), Söhne des Silvestro, Mitarbeitern ihres Vaters in Buenos Aires, trugen zur Entwicklung des Kaufhauses bei, das auch eine Apotheke und ein Lebensmittelgeschäft umfasste.[35]
  - Antonio de Marchi (* 1822 in Astano; † 1879 in Buenos Aires), Sohn des Silvestro, Schweizer Konsul in Buenos Aires[36]

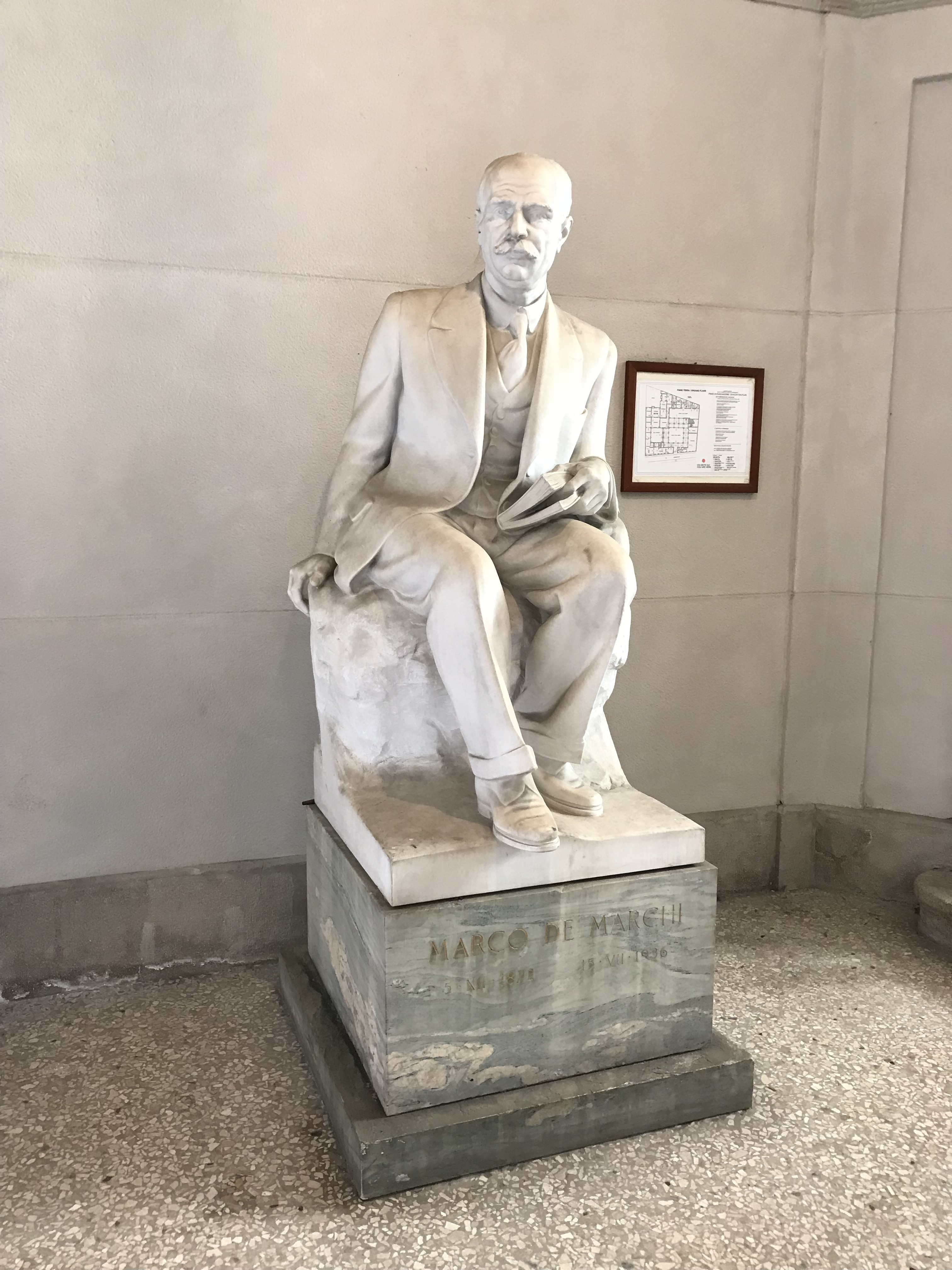
Statue von Marco de Marchi, Innenhof des Palazzo Moriggia, Mailand.

- - Demetrio De Marchi (* um 1825 in Buenos Aires; † um 1892 in Mailand), Apotheker in Buenos Aires.[37]
  - Plinio de Marchi (* 1846 in Astano; † 1908 ebenda), Ingenieur, Tessiner Grossrat[38]
  - Donato de Marchi (* 1849 in Astano; † um 1929 ebenda), Baumeister[39]
  - Pietro de Marchi (* um 1855 in Astano; † um 1920 in Astano ?), Baumeister[40]
  - Giovanni Demarchi (* 1859 in Astano; † um 1920 in Buenos Aires), Bildhauer[41]
  - Arnoldo Demarchi (* 1861 in Astano; † 1958 ebenda), Oberingenieur, Gründer der Stadt Junín (Buenos Aires)[42][43][44]
  - Luigi de Marchi (* 13. September 1866 in Astano; † 1932 ebenda), Maler, Genealoge[45]
  - Silvestro (Antonio) de Marchi (* 1867 in Astano; † 1913 ebenda), Jurist, Militärhistoriker, Autor[46]
  - Carlo Alberto de Marchi (* um 1870 in Astano; † 1909 in Paris), Ingenieur[47]
  - Irma de Marchi (* 1871 in Astano; † 1958 in Locarno), 1890 Sekundarlehrerin in der Scuola Maggiore (Mittelschule) von Bedigliora[48], dann Äbtissin im Kollegium Santa Caterina in Locarno (Suor Carmela)[17]
  - Marco De Marchi (Naturforscher) (* 27. November 1882 in Astano; † 1950 in Lugano ?), Baumeister[49]

- Familie Antonietti. [50]

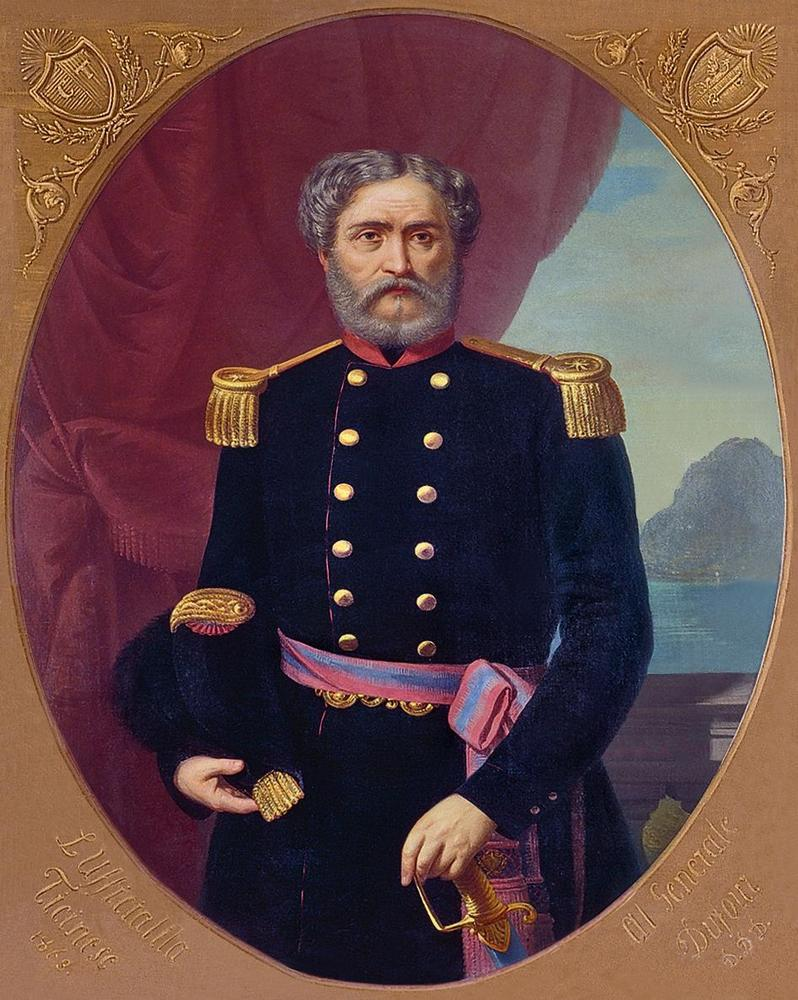
Giacomo Donati: Porträt von Giacomo Luvini, Museo d’arte della Svizzera italiana, Lugano, 1863.

  - Giovanni Battista Antonietti (* 1580 in Astano; † um 1640 ebenda), Anwalt und Notar[51]
  - Tommaso Antonietti (* um 1710 in Astano; † nach 1745 in Sankt Petersburg ?), Polier in Sankt Petersburg[52]
  - Jacopo Antonietti (* um 1730 in Astano; † 1803 ebenda ?), Polier im Schloss Peterhof bei Sankt Petersburg und im Alexander-Newski-Kloster[52]
  - Cristoforo Antonietti (* 1765 in Astano; † 1841 ebenda), Anwalt, Notar, Politiker, Tessiner Grossrat (1815–1830)[53], Appellationsrichter in Lugano.
  - Giovanni Battista Antonietti (* 1765 in Astano; † 1841 ebenda), Anwalt, Notar, Politiker, Tessiner Grossrat (1830–1839)[54], Appellationsrichter in Lugano.
  - Giuseppe Antonio Antonietti (* um 1770 in Astano; † nach 1798 ebenda ?), Militär, am 15. Februar 1798 verjagte er eine Bande von Cisalpinern vom Tessiner Boden und trieb sie über die Tresa zurück[50]
  - Bernardo Antonietti (* um 1780 in Astano; † 8. April 1845 in Lentate sul Seveso), Ortsbürger von Astano, Priester, Pfarrer von Lentate[55]
  - Rocco Antonietti (* 1797 in Astano; † 1845/1847 ebenda), Sohn des Cristoforo, Priester, Pfarrer von Astano, Wohltäter (Legato Antonietti)[56]
  - Giovanni Domenico Antonietti (* 1811 in Astano; † 1888 ebenda), Sohn des Cristoforo, Priester in Astano[57]

- Familie Donati. [58]

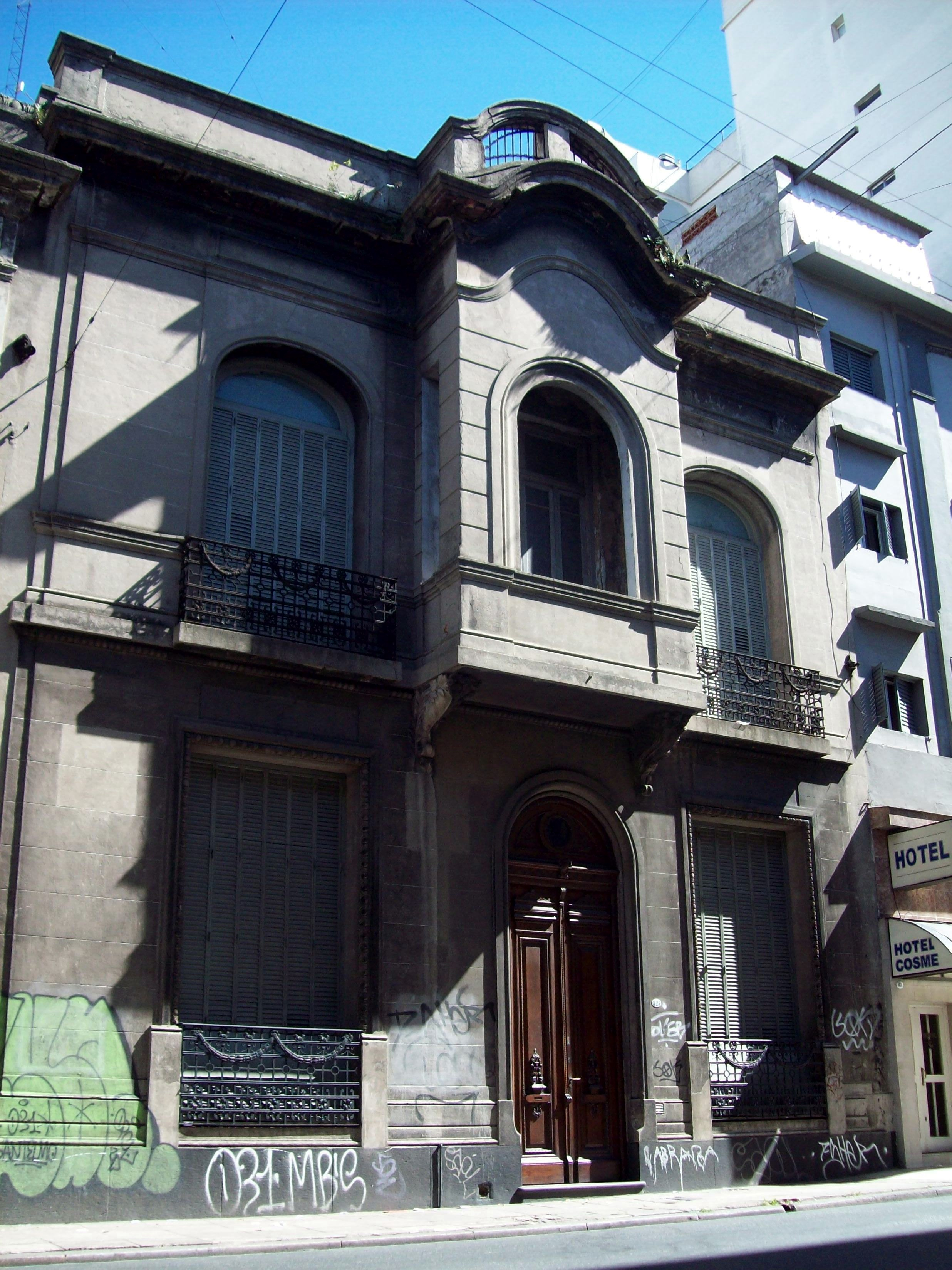
Domingo Donati: Casa en Brasil, Buenos Aires

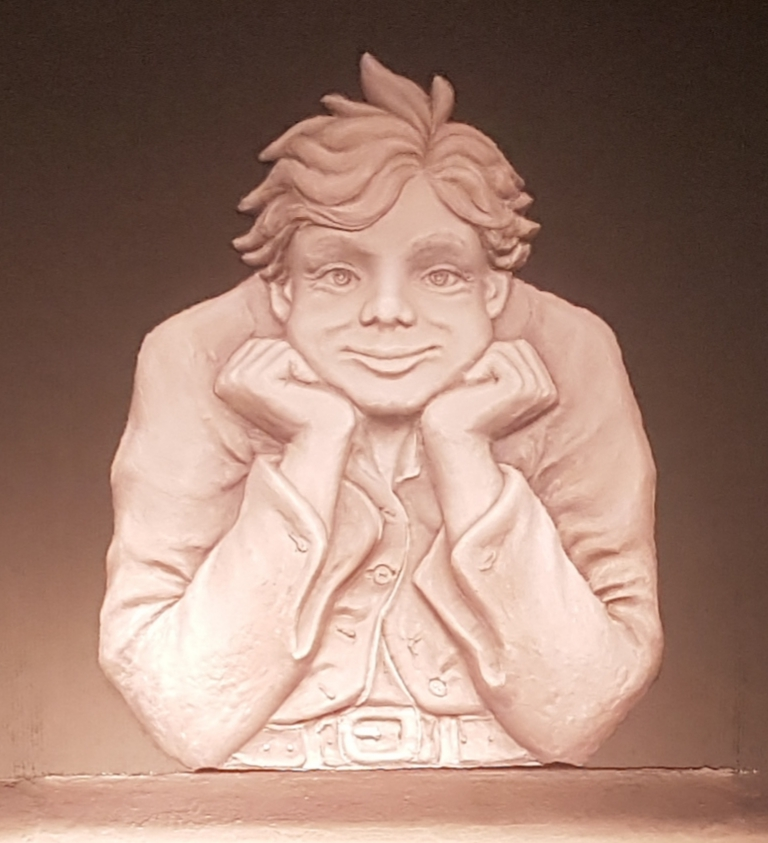
Sandro Del-Prete: Loubegaffer

  - Carlo Donati (* 1790 in Astano; † 29. September 1825 in Spoleto), Architekt, Ingenieur[59]
  - Pietro Donati (* 1796 in Astano; † 25. April 1869 ebenda), Bruder des Carlo, Gründer der Spinnerei in Astano, die 1862 verkaufte er an der Gemeinde um als Gemeindehaus und Primarschule zu nötigen, Lehrer in der Primarschule von Astano, Gemeindesekretär[60]
  - Basilio Donati (* um 1815 in Astano; † nach 1855 ebenda), Arzt, Politiker, 1853–1855 Tessiner Grossrat[61][62]
  - Giacomo Donati (* 11. März 1819 in Molinazzo di Monteggio; † 5. Mai 1876 in Astano), Künstler, Ausbildung zum Maler an der Accademia di Belle Arti di Brera in Mailand, dann in Rom. Als Zeichenlehrer in Lugano schuf er Porträts, Wanddekorationen in Sakralbauten in Lugano (heute verschwunden) und in der russisch-orthodoxen Kirche in Genf (1863); er war Tessiner Grossrat[63][64]
  - Emilio Donati (* 1850 in Astano; † 1913 ebenda), Baumeister und Friedsrichter im Kreis Sessa[65]
  - Domenico (Domingo) Donati (* 1866 in Astano; † 1925 ebenda), Architekt in Buenos Aires, er baute auch di Villa Domingo in Astano[66][67]
  - Basilio Donati (* 1869 in Astano; † 1950 in Lugano), Anwalt, Politiker, Tessiner Grossrat[68]
  - Silvio Donati (* 6. Mai 1882 in Astano; † 1950 ebenda ?), Baumeister, er studierte an der Scuole Tecniche San Carlo in Turin[69]
  - Ugo Donati (1891–1967), aus Astano, Altertumsforscher, Kunstkritiker, Antiquar, Autor, er entdeckte und veröffentlichte das Testament Francesco Borrominis

- Familie Del Prete. 
  - Battista Del Prete (* um 1590 in Astano; † um 1650 ebenda), Sohn des Alberto, Priester in Astano[70]
  - Paolo Del Prete (* um 1600 in Astano; † um 1650 ebenda), Sohn des Giovanni Battista, Priester in Astano[71]
  - Matteo Del Prete (* 1717 in Astano; † um 1650 ebenda), Sohn des Agostino, Kanoniker[72]
  - Domenico Del Prete (* 17770 in Astano; † 30. Dezember 1835 ebenda), Ortsbürger[73]
  - Giuseppe Del Prete (* um 1800 in Astano; † um 1860 ebenda), 13. November 1837 Gemeindepräsident der Gemeinde Astano, Primarschule Delegat[74]
  - Costantino Del Prete genannt Cinghera (* 1808 in Astano; † um 1899 ebenda), Sohn des Giuseppe, Landwirt, Jäger[75]
  - Enrico Del Prete (* 1850 in Astano; † um 1900 ebenda ?), Architekt[76]
  - Sandro Del-Prete genannt Sandrino (* 19. September 1937 in Bern), Schweizer Maler, Illusionzeichner. Bekanntheit erreichte er vor allem durch Gemälde von optischen Täuschungen, ähnlich wie M. C. Escher; seine Kreuzweg mit Basreliefen in Bronze steht um die Pfarrkirche Santi Pietro e Paolo von Astano[77]; in Sommer wohnt er in seine Ferienwohnung in Astano,

- Familie Bacchetta. 
  - Onorio Bacchetta (* um 1585 in Astano; † nach 10. Oktober 1696 ebenda), Priester, Pfarrer in Astano[78][79]
  - Paolo Bacchetta (* 1600 in Astano; † 1672 ebenda), Pfarrer von Astano, am 19. Februar 1656 beispielsweise bei einem Raubüberfall dank der Anrufung der Madonna von Trezzo drei Räuber entkommen sein[80]
  - Antonio Bacchetta (* 1886 in Astano; † um 1950 in Locarno), Schulinspektor, 1928 Gesamtdirektor der Gemeindeschulen von Locarno[81]
  - Abele Bacchetta (* um 1900 in Astano; † um 1965 ebenda), Direktor des Trinkwasserbetrieb von Astano, Gemeinderat[82]
  - Rico Bacchetta (* 9. Oktober 1925 in Astano; † 1. Dezember 2012 in Grenchen), Sohn von Abele, Baumeister, Mitglied des Zentralvorstandes im Schweizerischen Bocciaverband, Ehrenmitglied, Musiker[83]

- Familie Simonetti. 
  - Domenico Simonetti (* um 1575 in Gagio Ortschaft der Gemeinde Sigirino; † um 1625 in Astano), Priester, Pfarrer von Astano[84]
  - Domenico Simonetti (* um 1710 in Astano; † vor 1769 in Aquino ?), Architekt[85]
  - Giacomo Antonio Simonetti (* um 1715 in Astano; † um 1780 in Aquino (Latium) ?)[86]
  - Francesco Simonetti (* 1769 in Astano; † um 1820 ebenda), Architekt, Sohn des Architekten Giacomo Antonio, zusammen mit seinem Vater arbeitete in Rom und Avezzano, dann kehrte er nach Astano zurück, um die Junge in der Architektur zu unterrichten[87]

- Familie Zanetti. 
  - Carlo Giuseppe Zanetti (* 4. Dicembre 1796; † 21. Dezember 1871 ebenda), Ortsbürger von Astano[88]
  - Vincenzo Zanetti (* um 1810 in Astano; † um 1870 ebenda), 27. Dezember 1842–1844 Lehrer in der Primarschule von Astano[89]
  - Giacomo Zanetti (* 1858 in Astano; † 15. Dezember 1895 ebenda), Ortsbürger von Astano[90]
  - Palmira Zanetti (* um 1865 in Astano; † um 1920 ebenda), Gastwirtin im Pensione della Posta in Astano[91]
  - Roger Zanetti alias Zaneth (* 19. Mai 1944 in St. Gallen; † 13. Januar 2014 in Yverdon-les-Bains), Ingenieur, Schauspieler, Erfinder des Alpflyinghorn[92]; er wohnte oft in Astano[93]

- Familie Amadò. 

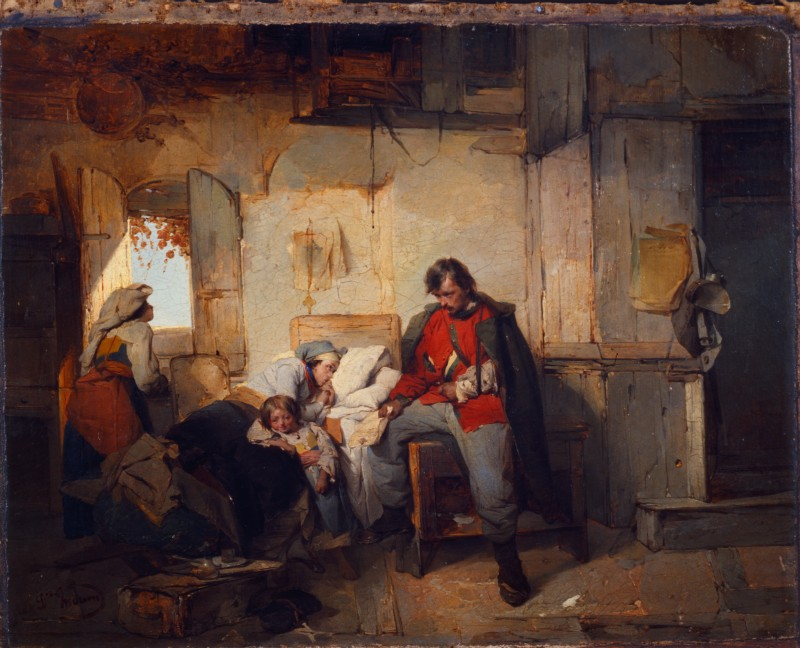
Domenico Induno: Il ritorno del soldato ferito, Fondazione Cariplo, Mailand, um 1854.

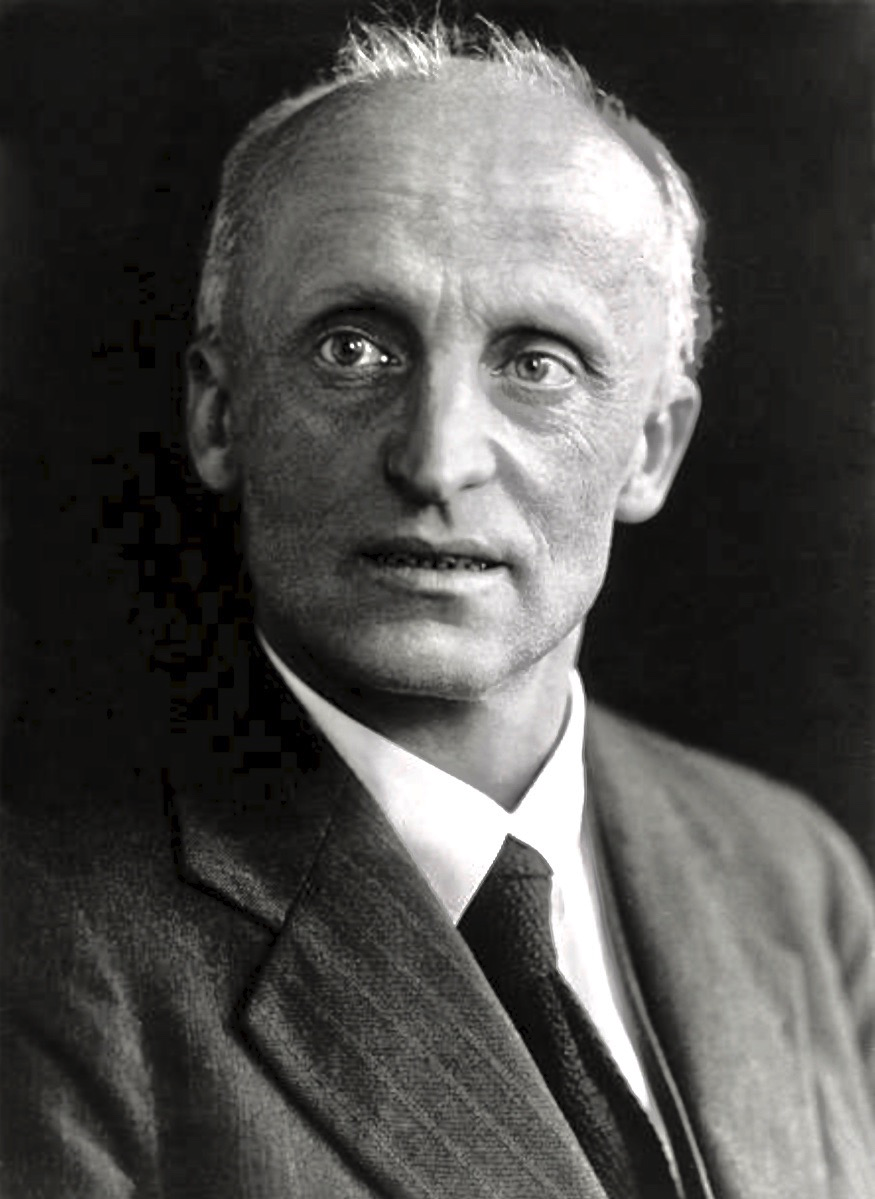
Rudolf Pannwitz (um 1933)

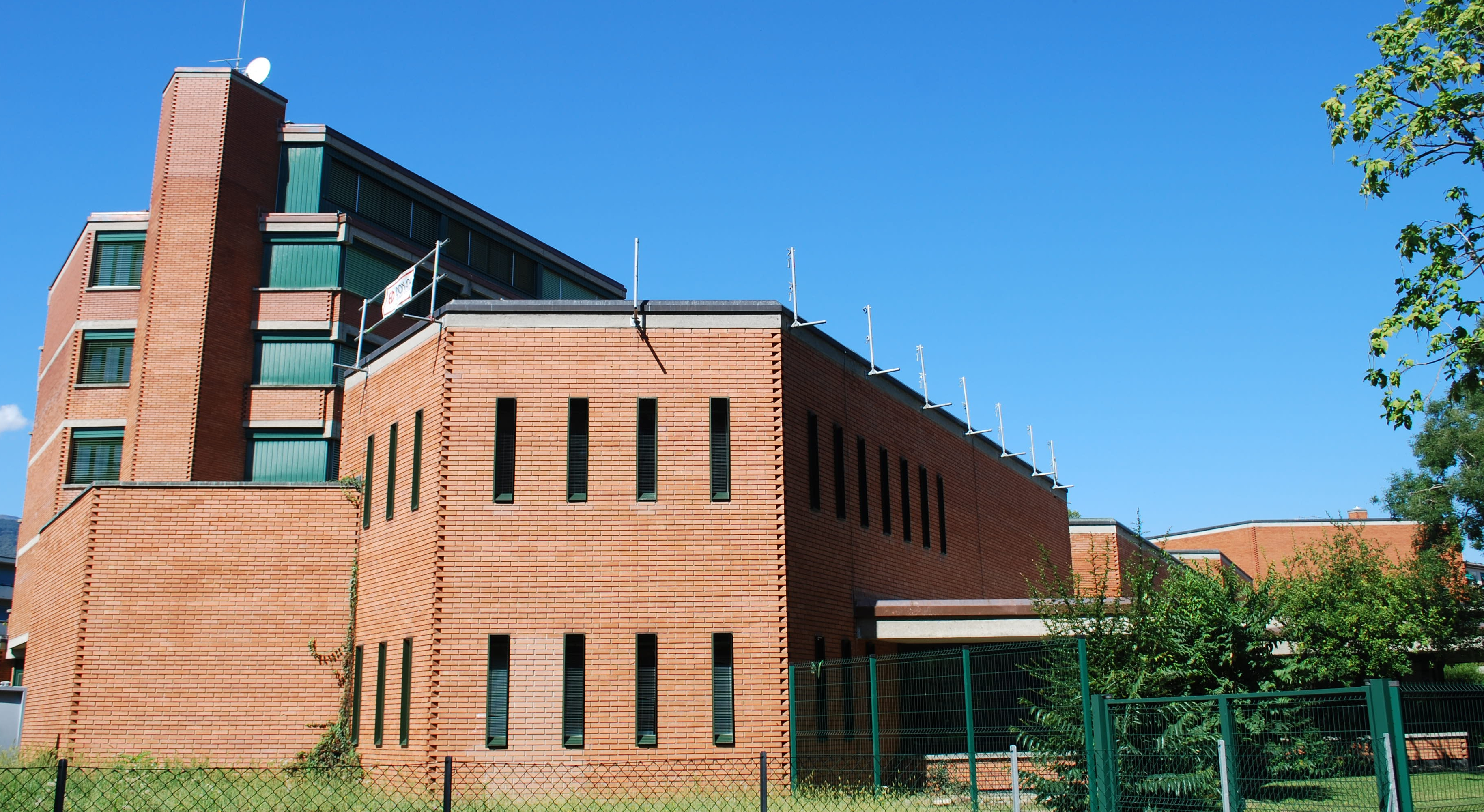
Alberto Camenzind mit Rino Tami und Augusto Jäggli: Studi della Radio svizzera italiana (RSI), Lugano-Besso, 1958–1961.

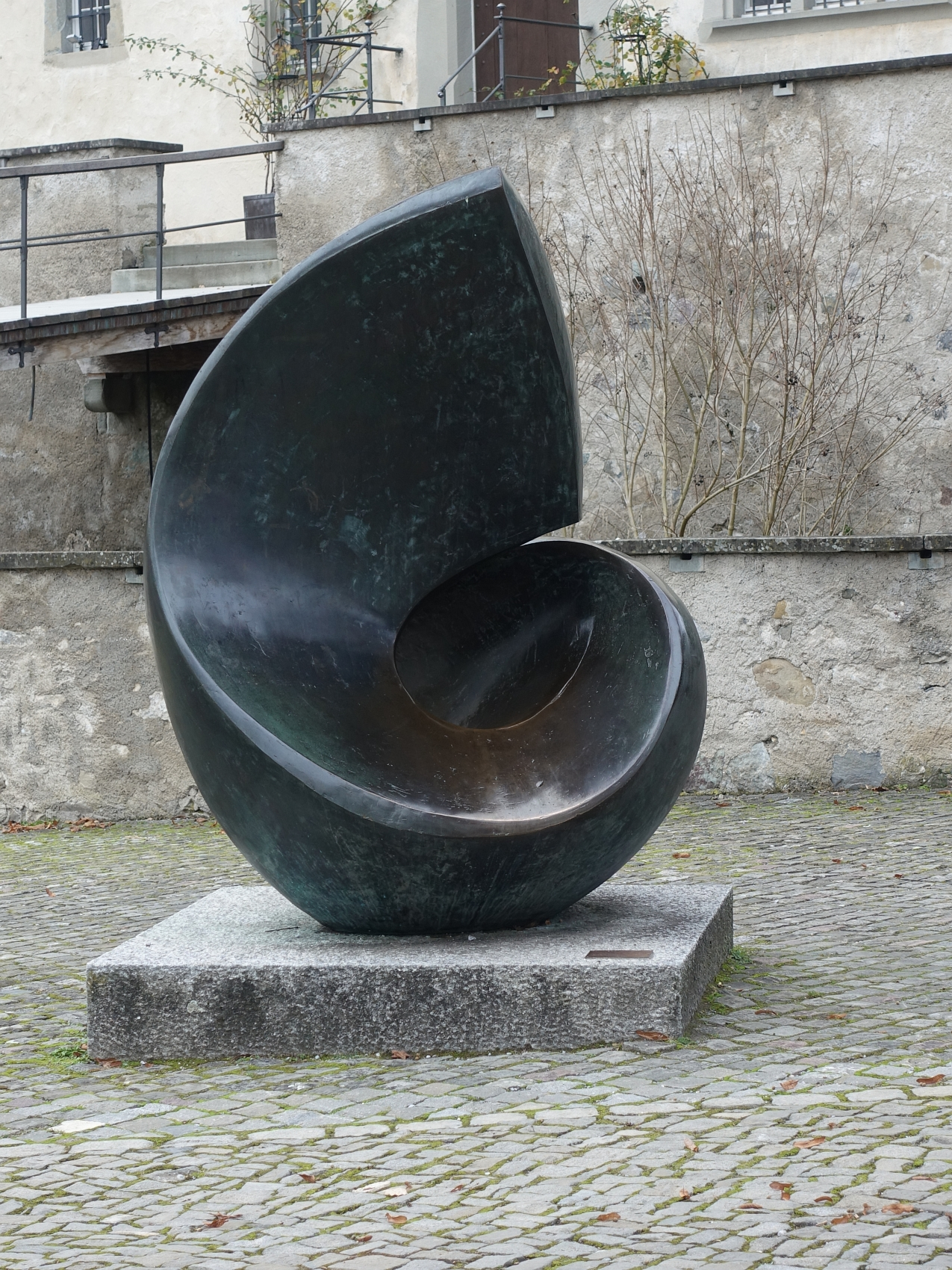
Robert Lienhard: Skulptur LEA, Schloss Greifensee, 1988.

  - Giuseppe Amadò (* 14. März 1882 in Bedigliora; † 9. Dezember 1948 in Astano), Architekt, Techniker an der Kantonale Baudepartement in Bellinzona, er projektierte und realiziert den Strandbad beim Laghetto (Astano)[94]
  - Piero Amadò (* 6. Februar 1913 in Lugano; † 6. Dezember 2001 in Castelrotto), Sekundarlehrer, Gemeindesekretär, Sekretär des Ortsbürgergemeinde von Astano, der Pro Loco Astano und ehemaliger Präsident der Pfarrei
  - Mariuccia Amadò genannt Mara (* 10. November 1921 in Locarno; † 12. Februar 2014 in Savosa), Sekundarlehrerin, Journalistin (Gazzetta Ticinese, Corriere del Ticino, Cooperazione)[95], Politikerin, Vizegemeindepräsidentin von Astano und Wohltäterin des Ospedale Malcantonese von Castelrotto[96]
  - Gualtiero Amadò (* 30. Juli 1930 in Astano; † 30. Oktober 2018 in Lugano), ehemaliger Gemeindepräsident von Astano, Grundbesitzer, Forstinspektor, Kassierer der ATJB (Associazione Ticinese Judo e Budo)[97][98]

- Familie Morandi. 
  - Giovanni Morandi (* 1813 in Astano; † 22. Mai 1886 ebenda), Postbeamter, Gemeindepräsident von Astano[99][100]
  - Giacomo Morandi (* 1870 in Astano; † um 1940 ebenda), Lehrer in der Primarschule von Breno TI, Postbeamter und Administrator[101]
  - Marco Morandi (* 1942 in Castelrotto; † 26. März 2020 in Astano), Besitzer der Kopie der Gioconda von Leonardo da Vinci gemalt von seinem Urgroßvater im Haus des Diebes Vincenzo Peruggia in Dumenza

- Domenico Induno (* 14. Mai 1815 in Mailand; † 5. November 1878, ebenda), Maler, Flüchtling in Astano[102][103]
- Ambrogio Preda (* 25. Dezember 1839 in Mailand; † 5. Juni 1906 in Davesco), Maler[104][105]
- Achille Avanzini (* 11. Oktober 1843 in Bombinasco Fraktion der Gemeinde Curio TI; † 12. September 1890 in Astano), Rektor des Lehrerseminars von Pollegio und dessen von Locarno, Professor am Lyzeum in Lugano[106]
- Antonio de Portugal de Faria (* um 1860 in Livorno ?; † um 1925 ebenda ?), Vicomte, Autor: Note Per la storia della famiglia de Marchi e del Comune di Astano sua patria. Tipografia di Raffaello Giusti, Livorno 1899, S. 215. Er wohnte in Astano.
- Eugenio Schmidhauser (* 21. Juni 1876 (Jakob Eugen) in Seon; † 11. April 1952 in Astano), Postbeamter, Fotograf, Politiker, Gemeindepräsident von Astano[107][108]
- Rudolf Pannwitz (1881–1969), Schriftsteller und Philosoph
- Virgilio Chiesa (1888–1971), Lehrer, Lokalhistoriker, Publizist
- Otto Stehle (* 1890 ?; † nach 1942 in Astano), Mäzen, Gründer der Fondazione Otto e Matilde Stehle-Plattner (5. August 1942), gelöscht (2016). Die Stiftung wird zu Gunsten der Einwohner der Gemeinde Astano gegründet, die als ehrbare, fleißige und nüchterne Menschen in Not geraten sind oder sich in Not befinden.[109]
- Joseph Ehret (* 18. Oktober 1896 in Basel; † 13. März 1984 ebenda), Dozent an der Universität Freiburg, Historiker, wohnte in Astano[110]
- Alberto Camenzind (1914–2004), Chefarchitekt der Expo 64
- Isidoro Marcionetti (1916–1999), Pfarrer von Astano, Präsident der kantonalen Kommission für historische Denkmäler, Autor[111]
- Robert Lienhard (1919–1989), Bildhauer, Metallplastiker, Zeichner und Grafiker; er wohnte in Astano
- Hans Rapold (* 11. Juni 1920 in Zürich; † 13. Januar 2018 ebenda), aus Rheinau, Divisionär der Schweizer Armee, wohnte in Astano[112]
- Fausto Bernasconi (* 26. März 1935 in Balerna; † 27. August 1962 in Lugano), Pfarrer von Astano, Musikkritiker, Journalist, Redakteur[113]
- Carlo Piccardi (* 1942 in Astano), Musikwissenschaftler, Publizist, Wohnt in Carona
- Giuliano Sommerhalder (* 1985) ist ein Schweizer Trompeter.